# Pierre Conty
Pour les articles homonymes, voir Conty (homonymie).
Pierre Conty, né le 17 décembre 1946 à Grenoble, est un anarchiste français, auteur en 1977 de trois meurtres par arme à feu dont celui d'un jeune gendarme, au cours de l'attaque d'une banque commise avec deux complices, le plaçant au cœur de ce qui est resté dans les annales criminelles comme l’affaire des « tueurs fous de l'Ardèche ».
Défendu par l'avocat Robert Badinter, il a été condamné à mort par contumace en 1980.

## Biographie
Pierre Conty, né le 17 décembre 1946, a grandi à Grenoble et est issu d'un milieu modeste. Son père, ouvrier de l'usine Neyrpic, était un militant communiste n'occupant pas de responsabilité politique ou syndicale. Ami d’enfance du futur commandant du GIGN Paul Barril, avec qui il passait ses vacances d'été dans la vallée de la Clarée, il a souhaité, à l'âge de vingt ans, s'installer vivre à la campagne avec son épouse,. Il met ainsi un terme à son travail de fraiseur-ajusteur chez Neyrpic à Grenoble et s'installe avec sa femme Véronique à la fin des années 1960 en Ardèche, d'abord à Antraigues, la commune idéalisée par le chanteur Jean Ferrat, où la mairie communiste lui confie de petits travaux d'entretien,.
En 1969, il entreprend avec quelques amis un retour à la terre, souhaitant prouver aux paysans qu'un ouvrier peut apprendre leur métier et en vivre. Il s'installe avec l'assentiment du maire PSU de Chanéac, Georges Curinier, au hameau abandonné de Rochebesse, sur des terres en friche situées en altitude, sur lesquelles la communauté fait paître des chèvres. Il est d'abord bien accueilli mais devient ensuite, un « personnage sulfureux opposé au système ». Pierre Conty se lie peu à peu avec Marie-Thérèse « Maïté » Merlhiot, une jeune femme de la communauté, déclenchant la rupture de son épouse qui quitte le lieu, puis fonde avec elle un nouveau couple, avec des enfants.
Il s'oppose à des paysans locaux, se bagarre avec des voisins, ne paie pas les baux ni rembourse ses emprunts. Il considère en effet que la terre appartient à celui qui la cultive. En juillet 1977, Le Nouvel Observateur lui consacre un article et le décrit ainsi : « Pierrot, le meneur du collectif des jeunes paysans de l'Ardèche ».
Il reconnaît s'être imposé avec violence mais soutient que c'est la société qui le lui impose. En difficulté et devenu dépressif, il plonge dans la délinquance. Un jugement du tribunal des baux ruraux de Tournon décide le 21 juin 1977 que les habitants de Rochebesse devront évacuer les lieux avant le 31 août.

## Les faits, l'enquête
Celui qui était appelé l'« étranger » ou encore « le hippy », revenu à la terre avec quelques amis dans un hameau isolé des montagnes de l'Ardèche, sur la commune de Chanéac, n'avait que peu d'ennemis quand il décida deux complices à attaquer une banque.
Le 24 août 1977, il attaque à main armée une agence du Crédit agricole à Villefort (Lozère) dérobant 40 000 francs (25 582 euros en 2022), avec deux complices de sa communauté, Stéphane Viaux-Peccate et Jean-Philippe Mouillot. Le trio prend la fuite en voiture et se retrouve face à une Estafette de la gendarmerie à Saint-André-Lachamp (Ardèche). Pierre Conty tire sur le gendarme Dany Luczak (21 ans), touché de plusieurs balles à l'abdomen, qui succombera à ses blessures le 20 septembre 1977 dans un hôpital de Montpellier,.
Le second gendarme, Henri Klinz (25 ans), a le temps de prendre la fuite,,. Conty, Mouillot et Viaux-Peccate percutent ensuite une Renault 12 dans laquelle se trouvent Roland Malosse (21 ans) et son passager Michel Veyrenc (22 ans),,. Le jeune Malosse est abattu par Conty, juste après son père Cyprien qui se trouvait dans la Peugeot 204 break derrière, chez qui Conty était client et avait une dette, et qu'il a abattu à bout portant sans un mot échangé immédiatement après avoir ouvert la portière de la 204, selon Klinz qui cite le dossier.
Les trois fugitifs sont surnommés « les tueurs fous de l'Ardèche ». Conty devient l'homme le plus recherché de France. Il se signale une dernière fois, le 7 septembre 1977, par une lettre à Alain Clergue, juge d'instruction du tribunal de Privas, dans laquelle il explique qu'il n'est « ni un tueur ni un otage ».
Le 21 octobre 1977, Stéphane Viaux-Peccate est arrêté à Groningue aux Pays-Bas dans une vaste opération menée contre la bande à Baader. Jean-Philippe Mouillot se rend le 2 février 1978 à Paris.

## Jugements et fuite
Le 22 mai 1980 à Privas, Jean-Michel Mouillot est condamné à cinq ans d'emprisonnement et Stéphane Viaux-Peccate à dix-huit ans de réclusion criminelle (alors même que l'avocat général André Tour avait requis la perpétuité à son encontre),.
Pierre Conty, défendu par l'avocat Robert Badinter, qui deviendra peu après ministre de la Justice de François Mitterrand, est lui condamné à la peine de mort par contumace en 1980. L'avocat du deuxième gendarme, Henri Klinz, qui avait eu le temps de prendre la fuite après avoir été blessé, a présenté au procès des éléments factuels qui ont fragilisé la tactique de la défense. Six mois après les crimes de Conty est fondée l'association Légitime défense, qui défend en particulier les victimes, notamment les policiers et gendarmes attaqués à l'arme à feu par des malfaiteurs.
Christian Bonnet, ministre de l'intérieur en 1977, a énigmatiquement déclaré à son sujet dans une conférence de presse « Il ne nuira plus », suggérant qu'il a été abattu par des anciens camarades ou par les services de renseignement français. Dans les mois et années qui suivent son attaque d'août 1977, dans la région, des dizaines de personnes croient avoir vu Conty commettre de nouveaux crimes mais chaque fois on découvre qu'il s'agit d'un autre.
Le 23 septembre 1980, les policiers, qui enquêtent sur les activités du groupe Action directe, ont saisi non loin de la ferme de Rochebesse un important stock d'explosifs (1 250 kg), huit armes de guerre et un millier de cartouches. Marie-Thérèse Merlhiot et deux amis sont arrêtés, puis rapidement relâchés et mis hors de cause. Ce n'est que le 10 septembre 1982 que la justice ordonne la cessation des recherches sur Conty, le fugitif étant même supprimé du FPR. Le 22 mai 2000, la peine capitale prononcée à l'encontre de Pierre Conty est prescrite.

## Révélations au siècle suivant
En janvier 2017, le livre-enquête d'Henry Klinz, jeune gendarme blessé à l'époque par Pierre Conty et ses deux complices, révèle en grande partie la façon dont Conty a fui à l'étranger.
En février 2017, après s'être assurée auprès d'un avocat que les faits sont prescrits, une femme nommée Noëlle Sarrola publie sur Internet un livre intitulé Une version des faits, où elle raconte comment elle a apporté son aide au tueur, à l'âge de 25 ans, alors qu'elle élevait des chèvres avec son compagnon dans la Drôme. Elle n'avait vu Conty qu'une fois dans sa vie, deux ans plus tôt, lors d'un voyage en Ardèche avec son compagnon pour aller dans la communauté de Pierre Conty, à Rochebesse, afin de lui acheter son troupeau de chèvres. Le dimanche 28 août après-midi, sans prévenir et toujours armé, Pierre Conty s'est réfugié dans sa ferme alors que Noëlle Sarrola y était seule et s'y est caché durant huit jours. Après quoi, grimé et muni de faux papiers, il a pris la fuite vers « un pays d'où il ne pouvait être extradé. Il y avait des potes, sa survie ne pouvait passer que par un exil lointain. »,,. Son livre confirme l'origine du stock d'explosifs découvert en septembre 1980 à Rochebesse : le vol commis dans la nuit du 16 au 17 mai 1975 dans une carrière de Veurey-Voroize (Isère) par un groupe mené par le compagnon de Noëlle Sarrola,,.
Le 16 décembre 2023 la communauté de Pierre Conty fait parler d'elle lorsqu'un de ses membres, Manuel Merlhiot, fils de P. Conty, abat sept chiens de chasse, qui s'en étaient pris à des cochons d'élevage,

### Médiagraphie

#### Documentaires vidéo
- L'Affaire Conty, magazine de Patrice Morel, France 3, 2007[29],
- Daniel Pajonk, « Ardèche : l'affaire Conty refait surface », France 3 Auvergne-Rhône-Alpes,‎ 19 mars 2017 (lire en ligne).
- Épisode Affaire Pierre Conty, les hippies tueurs, cinquième épisode de la quatrième saison de la série Au bout de l'enquête, la fin du crime parfait ?, d'une durée de 55 minutes. Réalisation de Hélène Gauthier. Diffusé pour la première fois le 30 septembre 2023 à 14 h sur la chaîne France 2..

#### Documentaires audio
- Épisode Pierre Conty, le tueur de l’Ardèche, de la série Hondelatte raconte, d'une durée de 46 minutes et 37 secondes. Réalisation de  Céline Le Bras. Diffusé pour la première fois le 26 février 2018 à 16 h à l'antenne d'Europe 1.
- Épisode Pierre Conty, le choix des armes, deuxième épisode de la série L'Ardèche, le temps des communautés, d'une durée de 29 minutes et 30 secondes. Réalisation de Domitille Piron et François Teste. Diffusé pour la première fois le 15 avril 2018 à 13 h 55 sur la chaîne France Culture.. « Écouter l'épisode en ligne ».
- Épisode Pierre Conty, un condamné à mort en exil, de la série Affaires sensibles, d'une durée de 54 minutes. Production de Fabrice Drouelle. Diffusé pour la première fois le mardi 28 août 2018 et rediffusé le vendredi 5 avril 2024 à l'antenne de France Inter. « Écouter l'épisode en ligne »